# Metacentro

Diagrama de estabilidad del barco mostrando con la nave vertical y escorada a un lado: centro de gravedad (G), centro de flotabilidad (B) y metacentro (M). Mientras la carga de un barco se mantenga estable, G es fijo. Para ángulos pequeños M también puede ser considerado fijo, mientras que B se mueve cuando la nave escora

El metacentro  es el punto de intersección de las líneas de fuerzas ascendentes al escorar el barco un pequeño ángulo con la línea de equilibrio normal.  Es un punto definido en el estudio del comportamiento de los cuerpos flotantes . Geométricamente representa el punto alrededor del cual gira la línea de acción del empuje hidroestático por todas las pequeñas inclinaciones. Por definición, el metacentro (M φ) es el centro de curvatura de la proyección en el plano vertical que pasa por el centro de masa (G) y perpendicular al eje de inclinación baricéntrica de la trayectoria seguida por el centro de carena (B ) durante una inclinación infinitesimal de la llamada isocarena. 

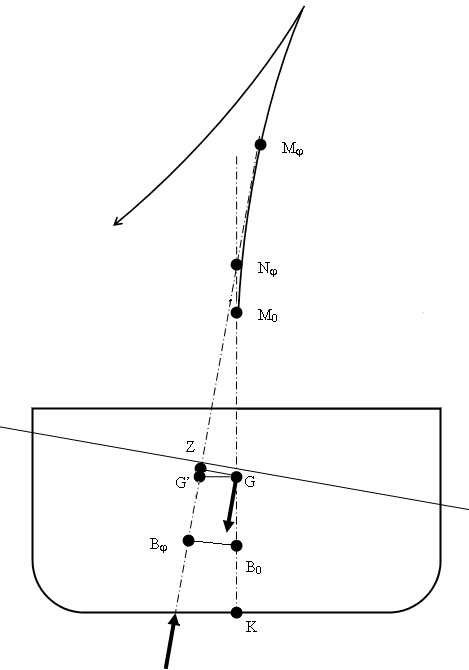
Inicialmente el segundo momento del área aumenta a medida que aumenta la superficie, aumentando BM, por lo que Mφ se desplaza hacia el lado opuesto, aumentando así el brazo de estabilidad. Cuando la cubierta está inundada, el brazo de estabilidad disminuye rápidamente.

Cuando un barco escora, el centro de flotabilidad de la nave se desplaza lateralmente. También puede moverse hacia arriba o hacia abajo con respecto a la línea de flotación. El punto en el que una línea vertical a través del centro de flotabilidad en escora atraviesa la línea a través del centro de flotabilidad vertical, original, es el metacentro. Por definición, el metacentro queda directamente por encima del centro de flotabilidad .
En el diagrama, las dos B muestran los Centros de flotabilidad de un barco en condiciones verticales y escorado, y M es el metacentro. El metacentro se considera que se fija en relación con la nave para pequeños ángulos de escora; sin embargo, a grandes ángulos de escora, el metacentro ya no puede considerarse fijo, y hay que encontrar su ubicación real para calcular la estabilidad del buque. El metacentro se puede calcular mediante las fórmulas>
- {\displaystyle KM=KB+BM}
- {\displaystyle BM={\frac {I}{V}}\ }

Donde KB es la altura del centro de flotabilidad o centro de carena (altura por encima de la quilla), I es el segundo momento de área ( 2º momento de area ) del área de la flotación en metros a la cuarta y V es el volumen de desplazamiento en metros cúbicos, KM es la distancia entre la quilla y el metacentro en metros.

## Altura metacéntrica

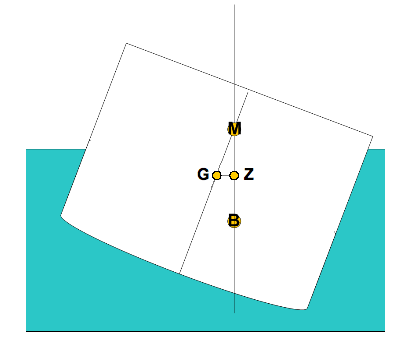
La distancia GZ es el brazo enderezador: una palanca imaginaria a través de la cual actúa la fuerza de flotabilidad.

La distancia entre el metacentro inicial y el centro de gravedad se define como altura metacéntrica (GM). Deriva del radio metacéntrico inicial, teniendo en cuenta las diferentes alturas del centro de carena y del centro de gravedad: 
{\displaystyle GM=Z_{B}+BM-Z_{G}}
Para inclinaciones infinitesimales en torno a la condición de equilibrio estable, el metacentro representa el punto de intersección entre la proyección del líder de empuje y el vertical que pasa por el centro inicial de la caja y el centro de masa y generalmente se indica como metacentro inicial (M).
La altura metacéntrica (GM) es una medida de la estabilidad estática inicial de un cuerpo flotante. Se define como la distancia entre el centro de gravedad de un barco y su metacentro . Una altura metacéntrica mayor implica una mayor estabilidad inicial contra el vuelco. La altura metacéntrica también influye en el natural período de rodaje de un buque, y se asocian alturas metacéntricas muy grandes con periodos de rodaje más cortos que resultan incómodas para los pasajeros. Por lo tanto, se considera ideal para los barcos de pasajeros una altura metacéntrica suficiente, pero no excesivamente alta.

## Historia
El concepto de metacentro está estrechamente ligado al de centro de gravedad, que fue originalmente descubierto por Arquímedes de Siracusa, inventor, físico y matemático de la antigua Grecia. Arquímedes demostró que el par que ejercían varios pesos distribuidos sobre una palanca era el mismo que si los movía todos a un punto determinado (el centro de gravedad). En su trabajo sobre el después llamado principio de Arquímedes, demostró que la orientación más estable de un cuerpo flotando sobre un líquido se obtenía cuando su centro de gravedad estaba lo más bajo posible, y definió el concepto de metacentro, que no el nombre, al tratar de los cuerpos sumergidos en su libro de insidentibus aquae. Liber primus [secundus].  Encontró la manera de determinar matemáticamente el centro de masa de objetos de densidad uniforme y forma bien definida, particularmente: el triángulo, la semiesfera, y el paraboloide circular truncado.  
Esta tradición de la matemática griega clásica sólo fue seguida por Pappos de Alejandría; luego habría que esperar hasta el Renacimiento, cuando matemáticos como Guidobaldo del Monte,  Francesco Maurolico, Simon Stevin, Luca Valerio, Jean-Charles della Faille, Paul Guldin o John Wallis empezaron a hacer estudios de mecánica estática y se volvieron a estudiar los problemas que representa el cálculo del centro de masa de los sólidos.
El inventor del término "metacentro" fue el científico francés Pierre Bouguer .  Los estudios definitivos del tema serían las aportaciones de Euler (primera ley) y de Newton (segunda ley).

## Propiedades generales del metacentro

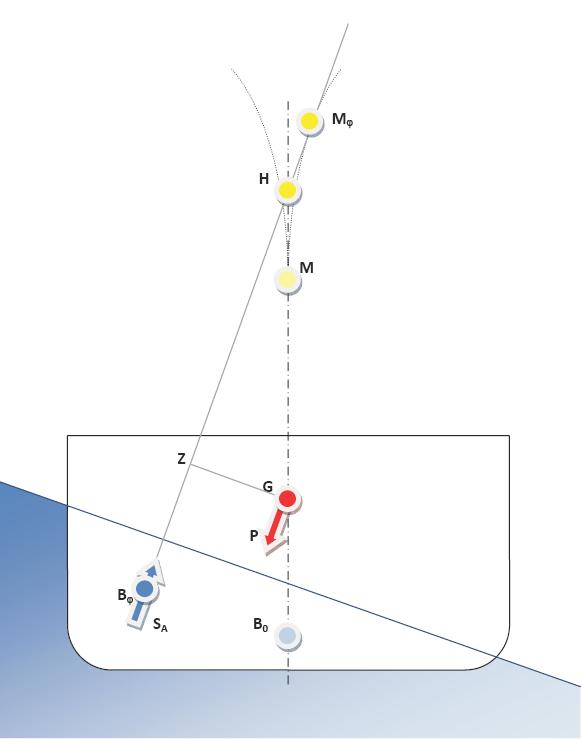
Metacentro, metacentro inicial, pro-metacentro y evoluta metacèntrica en un cuerpo flotante de formas navales.

### Metacentro inicial
Para inclinaciones infinitesimales en torno a la condición de equilibrio estable, el metacentro se define como el punto de intersección entre la proyección del punto de empuje y la vertical que pasa por el centro de carena inicial y el centro de masa y generalmente recibe el nombre de metacentro inicial (M).

### Prometacentro
Para todas las inclinaciones finitas, en general el metacentro ya no pertenece a la vertical inicial y entonces, el punto de intersección entre el nuevo punto de empuje y la vertical que pasa por el nuevo centro de carena se llama prometacentro (H). 

### Evoluta metacéntrica
El lugar geométrico de los puntos descritos por metacentro durante una variación finita de inclinación llama evoluta metacéntrica. El metacentro evoluciona, resultando generalmente en ramas simétricas respecto de los posibles ejes de simetría del cuerpo flotante, con un punto singular en relación con el metacentro inicial.

### Radio metacéntrico
La distancia entre el metacentro y el centro de la nave se define como radio metacéntrico ( 'B> M φ) y representa el radio de curvatura de la proyección de la trayectoria del centro del buque. El radio metacéntrico es proporcionado por la relación entre el momento de inercia de la figura flotante respecto al eje de inclinación y el volumen de la nave: 
Según esta definición, el radio metacéntrico tiene mínimos y máximos en los ejes principales de inercia de la figura de flotabilidad. 

### Zona metacentro
Cuando el metacentro no se refiere a toda la caja y en su centro, sino a una zona '' '' cerrada entre dos planos flotantes paralelos en relación con el centro de zona, se denomina metacentro de zona ( 'M ∇z' ). 

## Correlación entre el metacentro y la estabilidad inicial
La altura metacéntrica representa el parámetro fundamental para la definición de la estabilidad inicial del cuerpo flotante. Si consideramos un talón infinitesimal que parte de la condición de equilibrio y, por tanto, una rotación infinitesimal del centro del buque alrededor del metacentro inicial, el brazo (también infinitesimal) entre la fuerza de peso y el empuje medio resulta igual a:
{\displaystyle GZ=GMddfi}
La positividad de la altura metacéntrica es, pues, una condición necesaria para que el momento generado por el par de fuerzas sea también positivo y, por tanto, vuelva a la posición inicial (en la vertical), oponiéndose a la fuerza que genera el talón del cuerpo flotante.
| Parámetros iniciales de estabilidad para un cuerpo flotante | Parámetros iniciales de estabilidad para un cuerpo flotante |
| ----------------------------------------------------------- | ----------------------------------------------------------- |
| GM > 0                                                      | equilibrio estable                                          |
| GM = 0                                                      | equilibrio indiferente                                      |
| GM < 0                                                      | equilibrio inestable                                        |